# Sonata per a piano núm. 8 en fa sostingut menor, D 571 (Schubert)
La Sonata per a piano núm. 8 en fa sostingut menor, D 571, fou composta per Franz Schubert el juliol de 1817. La sonata no es publicà fins molt de temps després de la mort del compositor, l'any 1888, per l'editorial Breitkopf & Härtel.
La sonata és incompleta i consisteix en un únic moviment inacabat, ja que Schubert la va abandonar abans de la conclusió. Altres músics, com Howard Ferguson, Noël Lee, i Martino Tirimo, han intentat de realitzar el que Schubert havia apuntat. Aquestes hipotètiques conclusions de la sonata han estat publicades com a peces separades, afegint tres moviments: Andante en la major, D. 604, i Allegro vivace en re major, i Allegro en fa sostingut menor (D. 570).

## Moviment
I. Allegro moderato
Fa sostingut menor. Un fragment. Es trunca al final del desenvolupament, que implica una recapitulació en la tonalitat de la subdominant, si menor.
(II. D. 604)
La major. En la forma sonata sense desenvolupament. Excepcionalment, el segon grup del subjecte està en la tonalitat de la subdominant, re major.
(III. Scherzo: Allegro vivace - Trio, D. 570)
Re major
(IV. Allegro, D. 570)
Fa sostingut menor. Fragment (es trunca al final del desenvolupament)